# 美国犹他州中国旅游大巴交通事故

## 概括
2019年9月20日中午11时30分左右（UTC+0），一辆载有29名中国公民的旅游团的旅游巴士在美国犹他州布莱斯峡谷国家公园以西约11公里（3.5英里）处的12号高速公路休息站附近，撞上防护栏。
犹他州公路巡逻队表示事故原因目前仍不得为知。
截至20日下午4点，至少4名乘客死亡，30多人受伤，其中12-15人重伤。
受伤乘客目前在当地的3家医院进行救治。

## 各方看法
- 中国驻美大使馆已启动应急机制，并有工作组前往事故发生地。
- 上海市文旅局已向上级通报情况，并与中国驻美大使馆保持即时沟通。[6]
- 犹他州警方得知后紧急出动2架救生飞机进行救援。
- 菲尔德郡警方在社交媒体的官方账号上发布信息称，3架直升机被派出参与救援。